# Death Siege
| Recensione          | Giudizio |
| ------------------- | -------- |
| Distorted Sound     |          |
| Ghost Cult Magazine |          |
| New Noise Magazine  |          |
| Rock 'N' Load       |          |

Death Siege è il quinto album in studio del gruppo musicale italiano Hierophant, pubblicato il 26 agosto 2022 dalla Season of Mist.

## Tracce
1. Mortem Aeternam – 1:20
2. Seeds of Vengeance – 4:26
3. Devil Incarnate – 4:23
4. Bloodbath Compendium – 4:04
5. Crypt of Existence – 4:08
6. Interlude – 1:09
7. In Chaos, in Death – 3:54
8. Abysmal Annihilation – 4:21
9. Death Siege – 5:42
10. Nemesis of Thy Mortals – 6:29

## Formazione
Gruppo
- Lorenzo "Lollo" Gulminelli – voce, chitarra ritmica
- Fabio Carretti – chitarra solista
- Gianmaria Mustillo – basso
- Ben Tellarini – batteria (solo accreditato)

Altri musicisti
- Alessandro Vagnoni – batteria[3]